# 75-й полк рейнджерів (США)
75-й полк рейнджерів США (англ. 75th Ranger Regiment) — елітне військове формування, полк легкої піхоти зі складу сил спеціальних операцій армії США. Пунктом постійної дислокації полку є Форт Беннінг, штат Джорджія.

## Структура полку

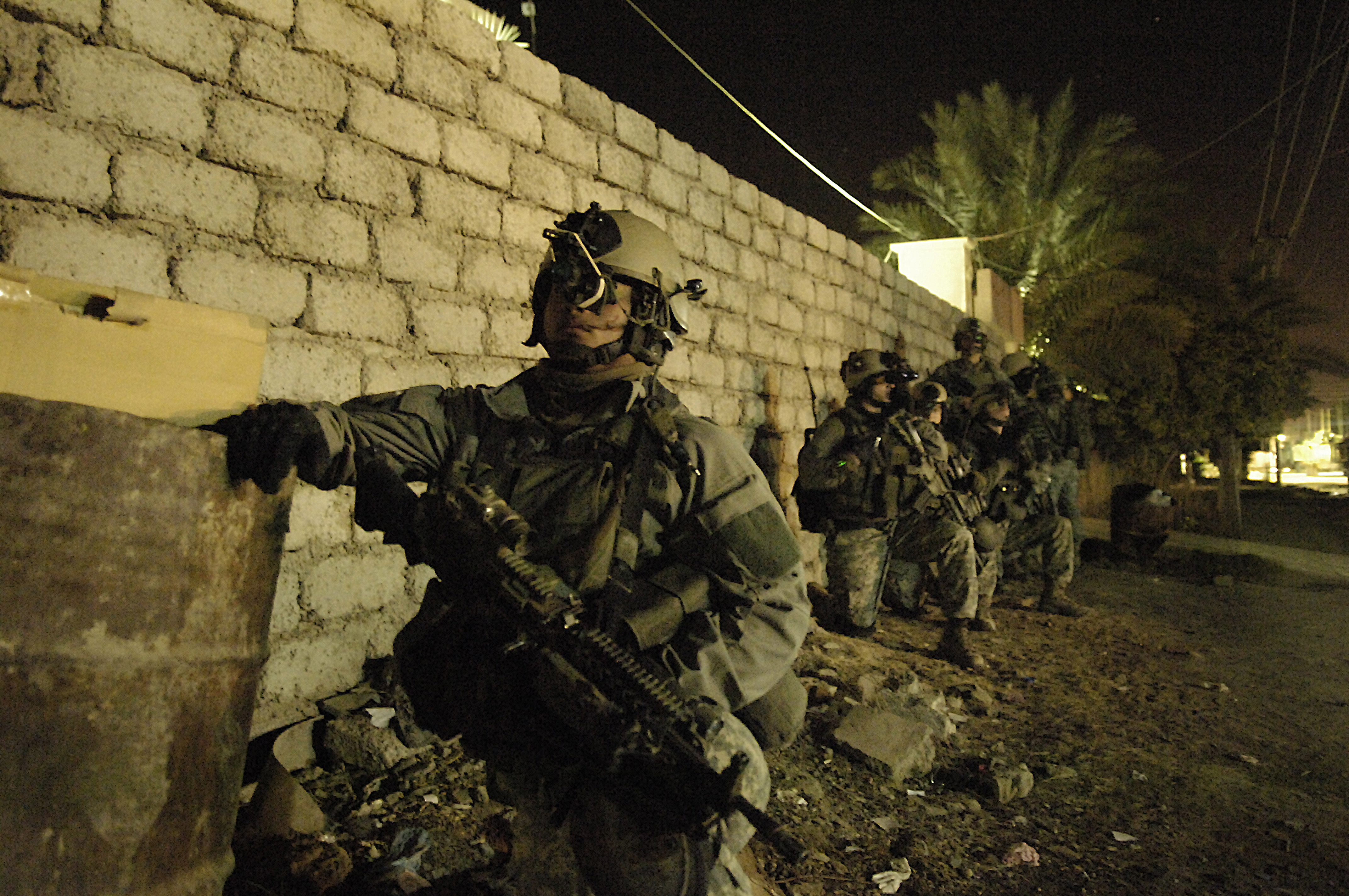
Проведення спеціальної операції силами 75-го полку в Іраку. 26 квітня 2007

### Бойові підрозділи полку

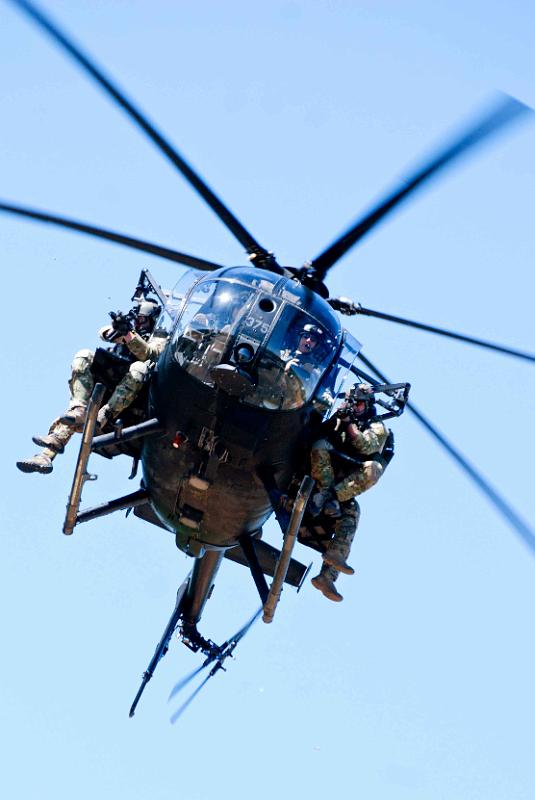
Солдати полку на тренуванні

1-й батальйон рейнджерів

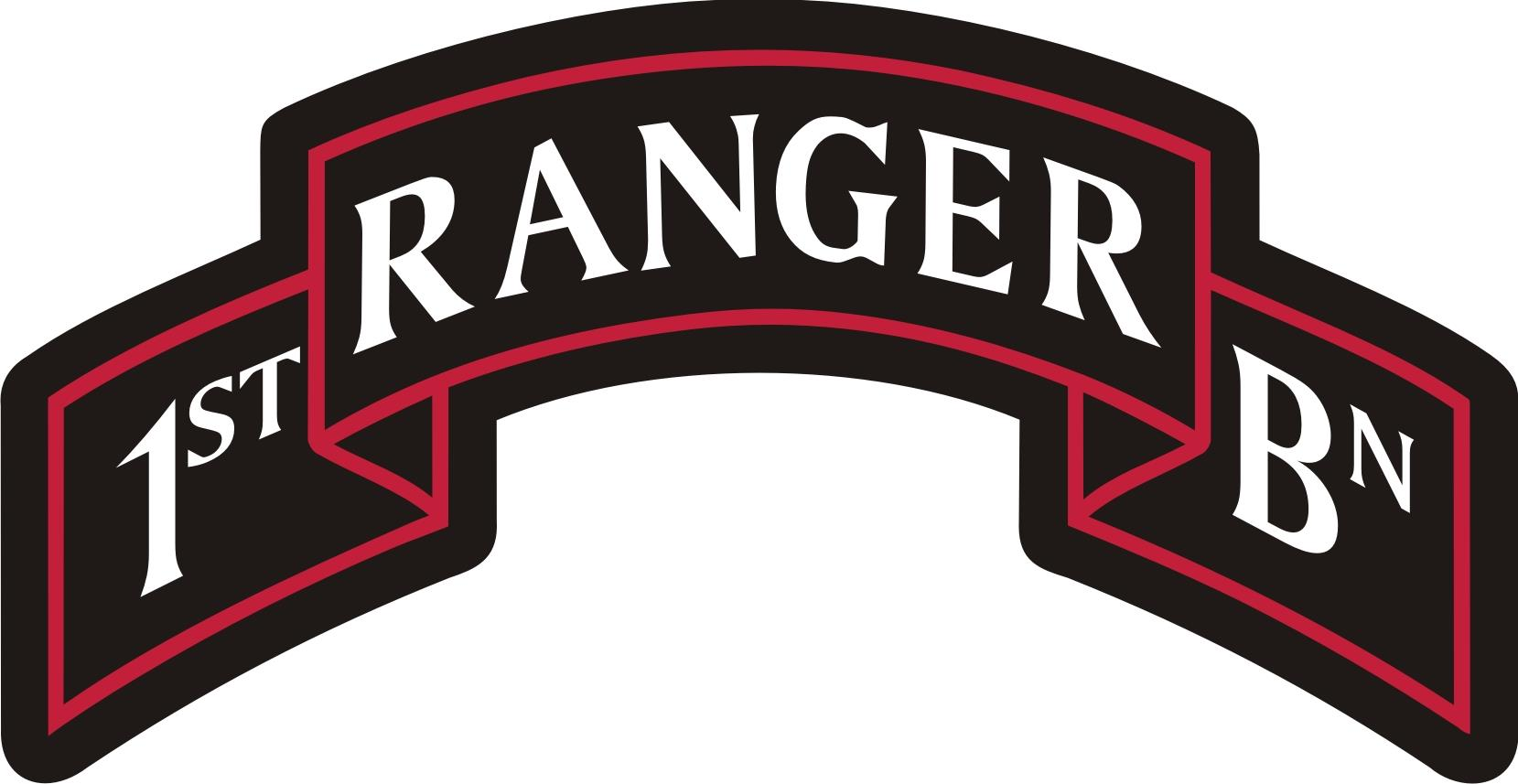
Нарукавна нашивка
Нарукавна емблема
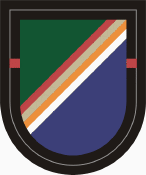
Нашивка на берет
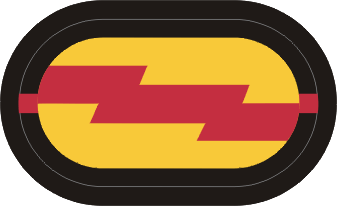
Основа парашутного знаку

2-й батальйон рейнджерів

Нарукавна нашивка
Нарукавна емблема
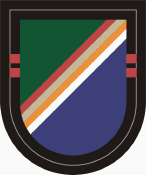
Нашивка на берет
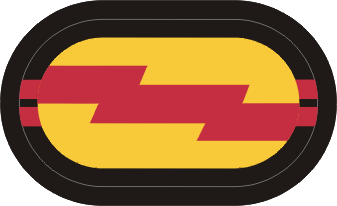
Основа парашутного знаку

3-й батальйон рейнджерів

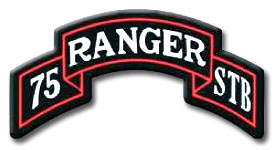
Нарукавна нашивка
- Нарукавна емблема
- Нашивка на берет
- Основа парашутного знаку

Батальйон особливого призначення

Нарукавна нашивка
Нарукавна емблема
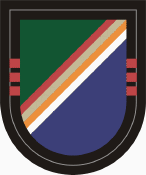
Нашивка на берет
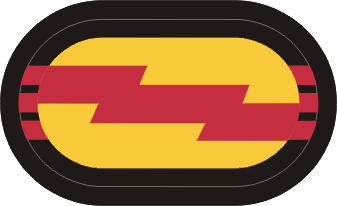
Основа парашутного знаку

Батальйон рейнджерів (660 осіб) включає:
- штаб;
- штабна рота (близько 50 осіб);
- три піхотні роти рейнджерів.
Піхотна рота рейнджерів у всіх батальйонах має однакову структуру і складається з (152 осіб, з них 6 офіцерів):
- відділення управління;
- три піхотних взводу;
- взвод зброї;
Піхотний взвод рейнджерів складається з;
- секція управління (три особи);
- кулеметне відділення;
- три піхотних відділення.
Піхотне відділення чисельністю 9 осіб організаційно складається з:
- командира відділення;
- дві груп — «А» і «В», кожна чисельністю 4 особи: командир групи (озброєний 5,56-мм гвинтівкою М16А2), стрілець-гранатометчик (озброєний 5,56-мм гвинтівкою М16А2 з 40-мм підство́льним гранатометом М203), стрілець-кулеметник (озброєний 5,56-мм ручним кулеметом М249 SAW) і стрілок (гвинтівка М16А2). Командир відділення також озброєний гвинтівкою М16А2.
Кулеметне відділення має в своєму складі:
- командира відділення;
- три кулеметні обслуги 7,62-мм кулеметів М240G, (по три особи: кулеметника, помічника кулеметника і підношувача боєприпасів).
Всього на озброєнні кулеметного відділення знаходиться 3 кулемета М240G і 7 гвинтівок М16А2.
Взвод зброї складається з (27 осіб):
- відділення управління (3 особи);
-мінометна секція (8 чоловік особового складу та включає в себе два мінометних розрахунку 60-мм мінометів по три людини в кожному);
- протитанкова секція (10 чоловік особового складу та включає в себе три розрахунку ПТРК «Дракон» по три людини в кожному);

- снайперська секція (6 чоловік особового складу та включає в себе дві снайперських пар озброєні 7,62 мм снайперськими гвинтівками М24, а одну снайперську пару озброєну 12,7-мм снайперською гвинтівкою «Barrett»).